# David Carradine

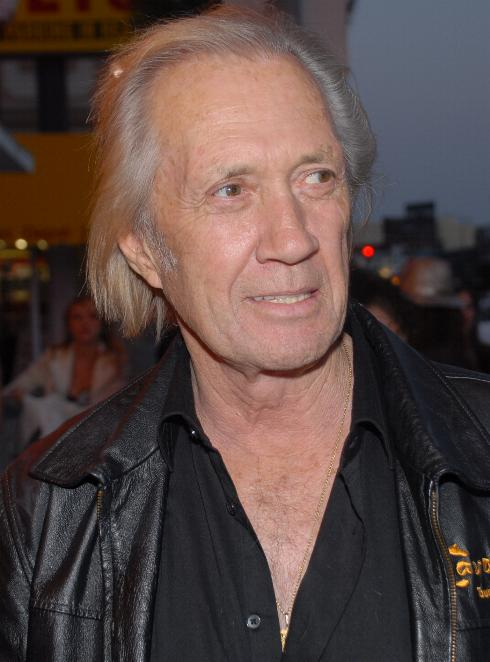
David Carradine, 2008

David Carradine [kærədi:n] (* 8. Dezember 1936 als John Arthur Carradine in Los Angeles, Kalifornien; † 3. Juni 2009 in Bangkok, Thailand) war ein US-amerikanischer Schauspieler, Regisseur und Produzent.

## Leben
Carradine war der Sohn des Schauspielers John Carradine und dessen Frau Abigail Carradine. Er war der Bruder von Bruce Carradine und der Halbbruder von Keith und Robert Carradine, allesamt ebenfalls Schauspieler.
Nach einer bewegten Jugendzeit – Carradine war in verschiedenen Internaten und Besserungsanstalten und „sammelte […] Jugendstrafen“ (wie er es selbst in einem Interview zusammenfasste) – studierte er zunächst an der San Francisco State University Musiktheorie und Komposition. Die Mitarbeit in einer Shakespeare-Theatergruppe der Universität weckte sein Interesse für die Schauspielerei. Dem Studium folgte ein zweijähriger Militärdienst. Danach kam es ab 1963 zu Gastauftritten in verschiedenen US-amerikanischen Fernsehserien.
Carradines bekannteste Rolle war die des Kwai Chang Caine in der 1970er-Jahre-Fernsehserie Kung Fu. In der Nachfolgeserie Kung Fu: Im Zeichen des Drachen aus den 1990ern spielte Carradine die Rolle von Kwai Chang Caines gleichnamigem Enkel, der seinem Sohn Peter nach langer Trennung wieder begegnet. In der 1980er-Jahre-Serie Fackeln im Sturm verkörperte er den Südstaaten-Bösewicht Justin LaMotte.
Er spielte auch in verschiedenen Kino-Produktionen mit, so zum Beispiel die Hauptrolle in Ingmar Bergmans Das Schlangenei, die Titelrolle in Quentin Tarantinos Kill Bill 1 und Kill Bill 2 und als Gegenspieler von Chuck Norris in McQuade, der Wolf (1983). Eine weitere Hauptrolle hatte er 1976 in Dieses Land ist mein Land, einer Verfilmung der Biografie Woody Guthries, und im Roadmovie Cannonball. Insgesamt hat Carradine in mehr als 100 Filmen mitgespielt. Er hatte lange Zeit verschiedene deutschsprachige Synchronsprecher; erst in den letzten Jahren bekam er mit Frank Glaubrecht eine feste Stimme.
David Carradine führte Regie bei drei Kinofilmen (You and Me, Mata Hari, Americana) sowie einigen Episoden der Fernsehserien Kung Fu und Lizzie McGuire. In letzterer spielte sein Halbbruder Robert Carradine Sam McGuire.

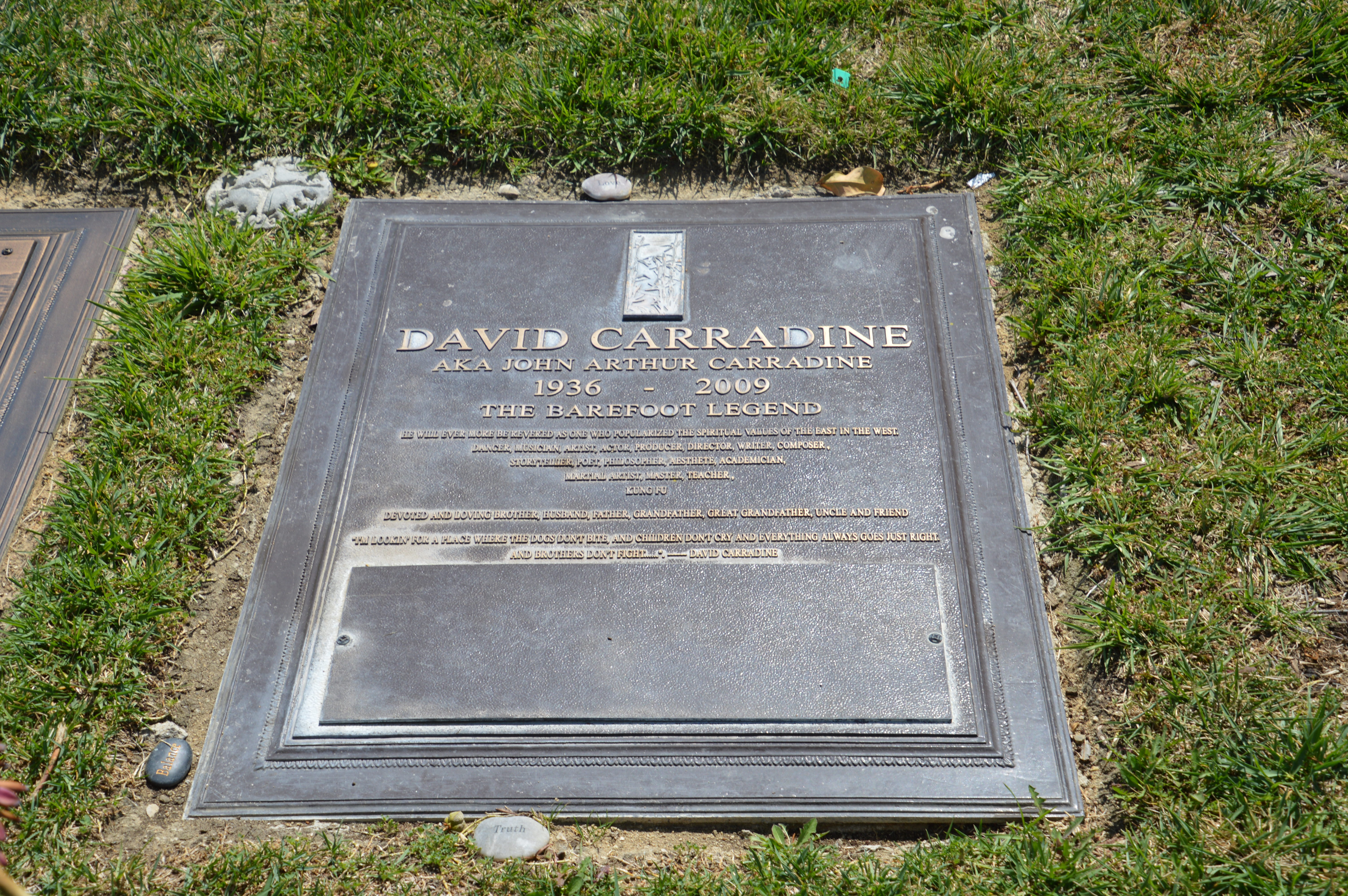
Grab von David Carradine im Forest Lawn Memorial Park Hollywood Hills, Los Angeles

Neben der Schauspielerei widmete er sich gelegentlich auch dem Schreiben. Von seinen drei Werken ist Spirit of Shaolin – Eine Kung-Fu-Philosophie im Jahr 2006 als erstes auf Deutsch erschienen. Nur im US-amerikanischen Original gab es bis zuletzt seine Autobiografie Endless Highway sowie das Kill Bill Diary.
David Carradine setzte sich für Umweltschutz ein und unterstützte die Umweltschutzorganisation Sea Shepherd Conservation Society bei ihrem Kampf gegen Robbenjagd und Walfang.
Am 4. Juni 2009 wurde David Carradine tot in einem Hotelzimmer in Bangkok aufgefunden. Der Tod erfolgte durch einen autoerotischen Selbsttötungsunfall. Nach Angaben seines Managers hielt sich Carradine zu Dreharbeiten für den Film Stretch des französischen Regisseurs Charles de Meaux in Thailand auf. Carradine wurde am 13. Juni 2009 auf dem Forest-Lawn-Friedhof in Hollywood beigesetzt.

## Ehen und Kinder
- Donna Lee Becht (1960–1968), Tochter Calista Carradine (* 1962)
- Linda Gilbert (1977–1983), Tochter Kansas Carradine (* 1978)
- Gail Jensen (1988–1997)
- Marina Anderson (1998–2001)
- Annie Bierman (ab 2004)

Aus der Beziehung mit Barbara Hershey (1972–1975) stammt der Sohn Tom Carradine (* 1972).

## Filmografie (Auswahl)
Darsteller
- 1964: Taggart
- 1966: Shane (Fernsehserie, 17 Folgen)
- 1966: Too Many Thieves
- 1967: The Violent Ones
- 1968: Pulver und Blei (Heaven With A Gun)
- 1969: Der gnadenlose Rächer (Young Billy Young)
- 1969: Die Letzten vom Red River (The Good Guys and the Bad Guys)
- 1972: Die Faust der Rebellen (Boxcar Bertha)
- 1972–1975: Kung Fu (Fernsehserie, 63 Folgen)
- 1973: Hexenkessel (Mean Streets)
- 1973: Der Tod kennt keine Wiederkehr (The Long Goodbye)
- 1975: Frankensteins Todesrennen (Death Race 2000)
- 1975: You and Me
- 1976: Cannonball
- 1976: Dieses Land ist mein Land (Bound for Glory)
- 1977: Wie Blitz und Donner (Thunder and Lightning)
- 1977: Das Schlangenei (The Serpent’s Egg)
- 1978: Das Geheimnis des blinden Meisters (Circle of Iron)
- 1978: U-Boot in Not (Gray Lady Down)
- 1978: Giganten mit stählernen Fäusten (Deathsport)
- 1979: Scouts (Mr. Horn)
- 1980: Long Riders (The Long Riders)
- 1980: Cloud Dancer – Der Wahnsinnsflieger (Cloud Dancer)
- 1981: Americana
- 1982: Safari 3000
- 1982: American Monster (Q: The Winged Serpent)
- 1983: McQuade, der Wolf (Lone Wolf McQuade)
- 1983–1985: Ein Colt für alle Fälle (The Fall Guy, Fernsehserie, 2 Folgen)
- 1984: Der Krieger und die Hexe (The Warrior and the Sorceress)
- 1984: Airwolf (Fernsehserie, Folge 1x10)
- 1985: Fackeln im Sturm (North and South, Fernsehserie, 6 Folgen)
- 1986: Kung Fu – Der Film (Kung Fu: The Movie, Fernsehfilm)
- 1986: Behind Enemy Lines
- 1986: Armed Response (Die Vergelter)
- 1986: Unglaubliche Geschichten (Amazing Stories, Fernsehserie, Folge 2x10)
- 1987: Am Rande der Hölle (Six against the Rock)
- 1987: Die Galgenvögel (The Misfit Brigade)
- 1987–1989: Matlock (Fernsehserie, 3 Folgen)
- 1988: Run for Your Life – Seine Rache kennt keine Grenze (Run for Your Life)
- 1988: Animal Protector
- 1988: War Lords – Die Zerstörer der Zukunft (Warlords)
- 1989: Ausweglos (Nowhere to Run)
- 1989: Crime Zone
- 1989: Future Force
- 1989: Trau keinem Schurken (Try this One for Size)
- 1990: Future Zone
- 1990: Sundown – Rückzug der Vampire (Sundown: The Vampire in Retreat)
- 1990: Angst um Mitternacht (Midnight Fear)
- 1990: Ein Vogel auf dem Drahtseil (Bird on a Wire)
- 1990: Los Angeles Cop (Night Children)
- 1990: Dune Warriors: Blut für Wasser (Dune Warriors)
- 1991: Martial Law
- 1992: Double Trouble – Warte, bis mein Bruder kommt (Double Trouble)
- 1992: Evil Toons – Flotte Teens im Geisterhaus (Evil Toons)
- 1992: Spaceshift (Waxwork II: Lost in Time)
- 1992: Asphalt-Propheten (Roadside Prophets)
- 1993–1997: Kung Fu – Im Zeichen des Drachen (Kung Fu: The Legend Continues, Fernsehserie, 88 Folgen)
- 1996: Dr. Quinn – Ärztin aus Leidenschaft (Dr. Quinn, Medicine Woman, Fernsehserie, Folge 5x20)
- 1997: Auf der Jagd nach dem Schatz von Dos Santos (Lost Treasure of Dos Santos)
- 1997: Letztes Gefecht am Saber River (Last Stand At Saber River)
- 1998: Allein auf der Pirateninsel (The New Swiss Family Robinson)
- 1998: Kinder des Zorns 5 – Feld des Terrors (Children of the Corn V: Fields of Terror)
- 1999: Charmed – Zauberhafte Hexen (Charmed, Folge 1x22)
- 1999: Knocking on Death’s Door
- 1999: Shepherd – Der Weg zurück (Shepherd)
- 1999: Der Kuss des Mörders (Kiss of a Stranger)
- 1999: The Monster Hunter
- 2000: Down ’n Dirty
- 2001: Warden of Red Rock – Lebenslänglich hinter Gittern (Warden of Red Rock, Fernsehfilm)
- 2001: Lizzie McGuire (Fernsehserie, eine Folge)
- 2003: American Reel
- 2003: Alias (2 Episoden als Conrad, der Mönch)
- 2003: Kill Bill – Volume 1 (Kill Bill: Vol.1)
- 2004: Kill Bill – Volume 2 (Kill Bill: Vol.2)
- 2004: Dead and Breakfast (Dead & Breakfast)
- 2005: Max Havoc: Curse of the Dragon
- 2005: Brothers In Arms – Waffenbrüder (Brothers in Arms)
- 2006: Homo Erectus
- 2006: The Last Sect
- 2007: Fantastic Movie (Epic Movie)
- 2007: Son of the Dragon
- 2007: How to Rob a Bank
- 2007: Big Stan
- 2008: Hell Ride
- 2008: Last Hour – Countdown zur Hölle (Last Hour)
- 2008: Kung Fu Killer
- 2008: Kung Fu Killer 2
- 2008: Death Race (Stimme)
- 2009: Crank 2: High Voltage (Crank: High Voltage)
- 2009: Mental (Fernsehserie, Folge 1x03)
- 2009: Autumn of the Living Dead
- 2009: Road of No Return
- 2009: Bad Cop
- 2010: Detention – Der Tod sitzt in der letzten Reihe (Detention)
- 2010: Su qi er (True Legend)
- 2010: Dinocroc vs. Supergator
- 2012: Eldorado

Produzent
- 1981: Americana
- 1986: Kung Fu – Der Film (Kung Fu: The Movie, Fernsehfilm)
- 1989: Crime of Crimes
- 1995–1996: Kung Fu – Im Zeichen des Drachen (Fernsehserie, 7 Folgen)
- 2009: Road of No Return

Regisseur
- 1974: Kung Fu (Fernsehserie, 3 Folgen)
- 1975: You and Me
- 1978: Mata Hari
- 1981: Americana
- 2001: Lizzie McGuire (Fernsehserie)

## Bibliografie
- 1991: Spirit of Shaolin – A Kung Fu Philosophy. Tuttle, ISBN 0-8048-1751-0 (deutsche Ausgabe: BoD, 2006, ISBN 3-8334-6300-7).
- 1995: Endless Highway. Tuttle, ISBN 1-885203-20-9.
- 2006: The Kill Bill Diary. HarperCollins, ISBN 0-06-082346-1.